# 京阪250型電車
京阪250型電車（けいはん250がたでんしゃ）は、かつて京阪電気鉄道が保有した通勤形電車。
従来、電動貨車として使用されてきた車両の台車や機器類に、旅客用車体を載せた改造車両であった。

## 概要
日中戦争が長期化し、統制経済の時代になると鉄道車両の製造にも枠が設けられ、戦時輸送の必要の多い路線に優先的に配分された。京阪の場合、そうした面では優先度が低くならざるを得ず、輸送需要が増えているにもかかわらず製造が認められない状況であった。
そこで、遊休状態となっていた土運貨車3003 - 3006の4両の台枠・台車・機器を流用して半鋼製車体を新製し、客車に改造することとなったのである。これらの貨車は蒲生信号所 - 守口駅（現・守口市駅）間の複々線化工事用に製造されたものであった。
車体は13.5mで2扉ロングシート、片運転台の電動車であった。貨車の台枠をそのまま流用したため、車体長は当時の最新型車両だった1000型（2代）・1100型よりも4mも短く、定員も2 - 30人少ないといういかにも間に合わせの車両であった。
1941年に梅鉢鉄工所（後の帝國車輛工業→東急車輛製造大阪製作所）で4両が製造された。
250型という番号の由来は、改造前の土運貨車が200型と同じ機器・台車を使用していたためといわれる。外部塗装は茶色一色であった。

## 経歴
250型は戦時中の輸送力を補ったものの、元は貨車を改造しているだけに他の車両との格差は否めなかった。収容力も劣るため、一部の車両は部品転用のため休車されていた。
戦後は休車から復帰したが、1000系の1形式である1200型が電装されると、本形式は電装を解除されて制御車となり、さらに1952年に運転台も撤去して付随車となった。
付随車となってからは500型（初代）や600型（初代）の中間車として使用されていたが、収容力が小さいため、運用末期は800型（初代）と共に交野線での運用が多くなった。
その後2200系の増備と引き替えで1967年に全車が廃車となった。交野線は800・250型に代わって500型などが主に運用されることとなった。